# 肛门滞留人格
肛门滞留人格（英文：Anal retentiveness）是為心理學的一種學術理論，弗洛伊德在其精神分析學理論中提到，幼兒在肛門期（1至3歲）時因為父母過於重視對其排便的訓練，而在日後養成了其過於重視細節的性格。該類型人格特質容易呈現固執、擁有、堅持己見。現代研究表明，這種人格的人比較容易「沾染」上強迫症。